# Corigliano-Rossano
Corigliano-Rossano är en ort och kommun i provinsen Cosenza i regionen Kalabrien i Italien. Kommunen hade 77 128 invånare (2018). och bildades 2018 genom en sammanslagning av kommuneerna Corigliano Calabro och Rossano.